# Geel marmerwitje
Het geel marmerwitje (Euchloe penia) is een vlindersoort uit de familie van de Pieridae (witjes), onderfamilie Pierinae.
In Europa komt het geel marmerwitje voor in het zuiden van de Balkan.
Euchloe penia werd in 1851 beschreven door Freyer.